# Wapen van Wimmenum

Het wapen van Wimmenum

Het wapen van Wimmenum werd door de Noord-Hollandse gemeente Wimmenum gevoerd vanaf de oprichting van de heerlijkheid Wimmenum, in de 18e eeuw, tot aan de fusie met Egmond Binnen in 1857. Vermoedelijk is het wapen afkomstig van het familiewapen van de familie Van Polanen. Het wapen is nooit officieel door de Hoge Raad van Adel aan de gemeente toegekend, zodat het dus nooit de status van gemeentewapen gekregen heeft. 

## Blazoenering
De blazoenering van het wapen luidde als volgt:
In sabel 3 wassenaars van zilver, geplaatst 2 en 1.
Het wapen van Wimmenum bestond uit een zwart schild met daarop drie zilveren wassenaars, twee bovenin en een onderin. Het wapen zou volgens Beelaarts van Blokland overigens van goud met rode wassenaars moeten zijn en niet zwart met zilveren. 
Abbekerk
· Akersloot
· Andijk
· Ankeveen
· Anna Paulowna
· Assendelft
· Avenhorn
· Barsingerhorn
· Beemster
· Beets
· Bennebroek
· Berkenrode
· Berkhout
· Bijlmermeer
· Blokker
· Bovenkarspel
· Broek in Waterland
· Broek op Langedijk
· Buiksloot
· Bussum
· Callantsoog
· De Rijp
· Egmond
· Egmond aan Zee
· Egmond-Binnen
· Graft
·  Graft-De Rijp
· 's-Graveland
· Groet
· Grootebroek
· Grosthuizen
· Haarlemmerliede
· Haarlemmerliede en Spaarnwoude
· Harenkarspel
· Heerhugowaard
· Hensbroek
· Hoogkarspel
· Hoogwoud
· Ilpendam
· Jisp
· Kalslagen
· Katwoude
· Koedijk
· Koog aan de Zaan
· Kortenhoef
· Krommenie
· Kwadijk
· Langedijk
· Leimuiden
· Limmen
· Marken
· Middelie
· Midwoud
· Monnickendam
· Muiden
· Naarden
· Nederhorst den Berg
· Nibbixwoud
· Niedorp
· Nieuwe Niedorp
· Nieuwendam
· Nieuwer-Amstel
· Noord-Scharwoude
· Noorder-Koggenland
· Obdam
· Oosthuizen
· Opperdoes
· Oterleek
· Oude Niedorp
· Oudendijk
· Oudkarspel
· Oudorp
· Petten
· Ransdorp
· Schardam
· Scharwoude
· Schellingwoude
· Schellinkhout
· Schermer
· Schermerhorn
· Schoorl
· Schoten
· Sijbekarspel
· Sint Maarten
· Sint Pancras
· Sloten
· Spaarndam
· Spaarnwoude
· Spanbroek
· Twisk
· Urk
· Ursem
· Veenhuizen
· Venhuizen
· Warder
· Warmenhuizen
· Waverveen
· Weesp
· Weesperkarspel
· Wervershoof
· Wester-Koggenland
· Westwoud
· Westzaan
· Wieringen
· Wieringermeer
· Wieringerwaard
· Wijdenes
. Wijdewormer
. Wijk aan Zee en Duin
· Wimmenum
· Winkel
· Wognum
· Wormer
· Wormerveer
· Zaandam
· Zaandijk
· Zeevang
· Zijpe
· Zuid-Scharwoude
· Zuid- en Noord-Schermer
· Zwaag

Dorpswapens:
Hauwert
· Volendam
· Zwaagdijk-West